# Savannah-Katze
| Savannah-Katze               | Savannah-Katze                                             |
| Dreijähriger Savannah-Kater  | Dreijähriger Savannah-Kater                                |
| Daten zur Rasse              | Daten zur Rasse                                            |
| ---------------------------- | ---------------------------------------------------------- |
| Schulterhöhe                 | bis zu 45 cm                                               |
| Länge                        | bis zu 120 cm                                              |
| Gewicht (F1-Generation)      | Kater: ⌀ 10 kg Katze: ⌀ 8 kg                               |
| erlaubte Farben              | Silver Spotted Tabby Brown Spotted Tabby Black/Black Smoke |
| nicht erlaubte Farben        | alle anderen                                               |
| erlaubte Fellzeichnung       | Spot/Smoke                                                 |
| nicht erlaubte Fellzeichnung |                                                            |
| Liste der Katzenrassen       |                                                            |

Die Savannah-Katze ist eine junge exotische Hauskatzenrasse, die aus der Kreuzung eines Servals – einer wilden Katzenart aus Afrika – mit einer Hauskatze entstand, weshalb die Savannah-Katze auch viele Merkmale des Servals besitzt. Die Savannah-Katze gehört zu den Hybrid-Rassen. Sie ist eine von der TICA anerkannte Rasse und gilt als eine der teuersten Hauskatzenrassen der Welt. Sie kostet (je nach Generation und Wildanteil des Servals) zwischen 1.000 und über 15.000 Euro und kann bei einer Schulterhöhe von 45 cm bis zu 1,2 m lang werden.

## Geschichte
Es kursieren verschiedene Geschichten zu den ersten F1-Hybriden, weil Katzen verschiedener Rassen mit Servalmännchen zur Erlangung von F1-Hybriden verpaart wurden.
Die Rasse wurde nach dem ursprünglichen Lebensraum des Servals „Savannah“ genannt. Für die Kreuzung wurden verschiedene Rassen benutzt, u. a. Bengalkatze, Ägyptische Mau, Ocicat, Orientalisch Kurzhaar, Serengetis, Maine Coon, Hauskatzen. Zugelassen sind heute von der TICA nur noch die Rassen Egyptian Mau, Ocicat, Orientalisch Kurzhaar und American Shorthair. Heutzutage werden fast ausschließlich Savannah-Weibchen mit Savannah-Männchen verpaart. Dadurch steigt auch wieder der Wildanteil des Servals.

## Aussehen
Die Savannah ist eine große, schlanke Katze mit langen Beinen, langem Hals und schmalem, kleinem Kopf und großen Ohren. Das Fell weist – wie beim Serval – eine Tupfenzeichnung auf. Allgemein ist die Färbung der Savannah ein goldener bis beigefarbener Grundton mit heller Unterseite. Es kommen auch andere Färbungen – abhängig von den eingekreuzten Rassen – vor. Wegen der Sterilität der Männchen in den ersten Generationen – mindestens bis F3 – mussten früher Hauskatzen eingekreuzt werden. Als Grund für die Männchen-Sterilität in den ersten drei Kreuzungsgenerationen konnte die Überexpression verschiedener Gene auf dem X-Chromosom identifiziert werden. Die Sterilität gerade beim männlichen Geschlecht in den Hybriden war gemäß Haldanes Regel zu erwarten gewesen. Inzwischen stehen aber genügend fruchtbare Savannah-Männchen für die Zucht zur Verfügung, sodass Savannah-mit-Savannah-Verpaarungen heute der Standard sind. Ziel der Zucht ist es, die Savannah wie das kleinere Abbild eines Servals erscheinen zu lassen. Obwohl kleiner als ein Serval, ist sie in der ersten Generation mit einem Gewicht von 9 bis 12 kg und einer Schulterhöhe von 40 bis 45 cm eine der größten Hauskatzenrassen (die Daten beziehen sich auf ein ausgewachsenes Männchen). Die Größe nimmt mit den nachfolgenden Generationen ab; Fellzeichnung, hochbeinige Erscheinung und das Bewegungsmuster des Servals bleiben aber erkennbar.

### Generationen
Bei der Savannah-Katze wird noch nach Generationen unterschieden. Die Generationen werden mit F für Filialgeneration bezeichnet. Mit F1 werden die unmittelbaren Nachkommen der Elterngeneration (Mutter oder Vater ist hierbei zwingend ein Serval), also die Tochtergeneration bezeichnet, mit F2 die Enkelgeneration usw.
Bei der F1-Generation liegt der Erbanteil des Servals – der prozentuale Anteil des eingekreuzten Wildtieres wird v. a. von Züchtern Wildblutanteil genannt – zwischen 50 % (bei einer Verpaarung eines Servals mit einer Hauskatze) und weit über 80 % (bei einer Verpaarung eines Serval-Männchens mit einem F1-Weibchen). Wenn man eine Savannah der F1-Generation mit einer normalen Hauskatze – oder einer F5-Savannah kreuzt –, bekommt man eine Savannah der F2-Generation. Das heißt, der Wildanteil liegt noch bei mindestens 25 %. Wenn man die F2-Generation wieder mit einer Hauskatze – oder einer F5-Savannah kreuzt –, erhält man eine Savannah der F3-Generation usw.
Der Wildanteil des Servals der einzelnen Generationen beträgt in der Regel dabei mindestens:
- F1: 50 %
- F2: 25 %
- F3: 12,5 %
- F4: 6,25 %
- F5: 3 %

Diese Prozentzahlen sind allerdings theoretischer Natur, da in der Zucht normalerweise nicht Hauskatzen, sondern Savannahs untereinander verpaart werden – der Wildanteil ist somit in der Regel weit höher.

### Wesen
Savannahs gelten als freundliche, gesellige, verspielte Tiere, die sich gut mit anderen Haustieren vertragen. Im Gegensatz zu den meisten anderen Hauskatzenrassen sind sie nicht wasserscheu. Ihre Reaktionszeit und die Sprungkraft sind der der normalen Hauskatze überlegen. Eine Savannah ist erst nach fast drei Jahren ausgewachsen und in der Lage, aus dem Stand über zwei Meter hoch zu springen. Die Savannah der Generation F1 sind sehr ursprünglich im Verhalten, brauchen viel Bewegung, haben einen starken Jagdtrieb und sind wesentlich größer als ihre Verwandten in der F5-Generation.

### Haltung
Je nach Filialgeneration werden unterschiedliche Ansprüche an die Haltung gestellt. Eine F1 oder F2 benötigt ein Freigehege zum großzügig bemessenen Wohnraum. Für die Savannah-Katzen der Generation F1–F4 besteht in allen Bundesländern Deutschlands eine Meldepflicht. Für die Generation F1 gelten die gleichen Haltevoraussetzungen wie für einen Serval. Dabei können die Anforderungen und Genehmigungen je nach Bundesland verschieden ausfallen. Um eine Haltegenehmigung zu erhalten, muss eine artgerechte Haltungsbedingung nachgewiesen werden. Dies bedeutet, dass ein Außengehege und ein Innengehege vorhanden sein muss. In Deutschland gilt es als verpflichtend, dass das Außengehege eine Größe von mindestens 15 m² aufweisen muss. In der Schweiz kann bereits eine F3-Katze wie eine normale Hauskatze gehalten werden. Des Weiteren sind Savannahs für den unkontrollierten Freilauf ungeeignet, da sie einen starken Jagdtrieb haben. In der Ernährung sind insbesondere die ersten Generationen recht anspruchsvoll. Sie sollten vorwiegend mit Rohfutter und Frischbeute ernährt werden.

## Rechtliche Regelungen innerhalb der EU
Savannah-Katzen bis zur vierten Zuchtgeneration fallen nach Einschätzung des Washingtoner Artenschutzübereinkommens, übernommen in die Rechtsprechung der EU unter das Artenschutzrecht; ihre Haltung unterliegt in der EU – somit nicht in der Schweiz – denselben rechtlichen Regelungen wie die Haltung von Wildtieren. Zugrunde zu legen sind die Anforderungen für „Kleinkatzen“ nach dem sogenannten Säugetiergutachten („Gutachten über Mindestanforderungen an die Haltung von Säugetieren“) des Bundesministeriums für Ernährung und Landwirtschaft, dieses konkretisiert die in § 2 des Tierschutzgesetzes niedergelegten allgemeinen Haltungsanforderungen. Für mittelgroße Kleinkatzen wie den Serval (einschließlich der Serval-Hybriden Savannahkatzen) sind dies: Außengehege: Mindestens 50 m² für ein Tier oder ein Paar, zeitlich begrenzt unterteilbar in verbindbare Einzelgehege, die für ein Einzeltier mindestens 25 m² und für ein Muttertier mit Jungtieren mindestens 50 m² groß sein müssen oder es müssen Abtrenngehege [...] zur Verfügung stehen; für kletternde Arten mindestens 2,5 m Höhe. Innengehege, sofern erforderlich: 20 m² bzw. 50 m³ pro Paar; in allen Fällen 2,5 m Höhe, unterteilbar wie für Außengehege beschrieben. Diese Anforderungen sind verpflichtend nicht nur für die Zucht, sondern auch für die Haltung von Savannah-Katzen, bis einschließlich der F4-Generation. Zudem ist die Haltung nach § 7 der Bundesartenschutzverordnung meldepflichtig. Erst ab der F5-Generation gelten die Zuchttiere als Haustiere.
Der Export der Savannah-Katze nach Australien ist verboten.

## Tierschutzprobleme
Laut Martina Helmer vom Bayerischen Landesamt für Gesundheit und Lebensmittelsicherheit bestehen bei der Zucht von Savannah-Katzen, wie bei allen Hybriden aus Haus- und Wildkatzen, insbesondere in den ersten Generationen erhebliche Tierschutzprobleme. Aufgrund des erheblichen Größenunterschieds (Serval mit Schulterhöhe ca. 60 cm und Gewicht bis zu 20 kg, Hauskatze mit Schulterhöhe ca. 30–35 cm, Gewicht im Durchschnitt ca. 4 kg) und der Artbarriere sind in der ersten Generation Zwangsverpaarungen erforderlich, die ein erhebliches Gesundheitsrisiko für die Mutterkatze und den Nachwuchs bedeuten. Möglich ist die Paarung nur mit Serval-Katern. Es kommt häufig zu Früh-, Fehl- und Totgeburten. Aus Tierschutzgründen ist die erste Generation (F1) besonders problematisch.

## Galerie

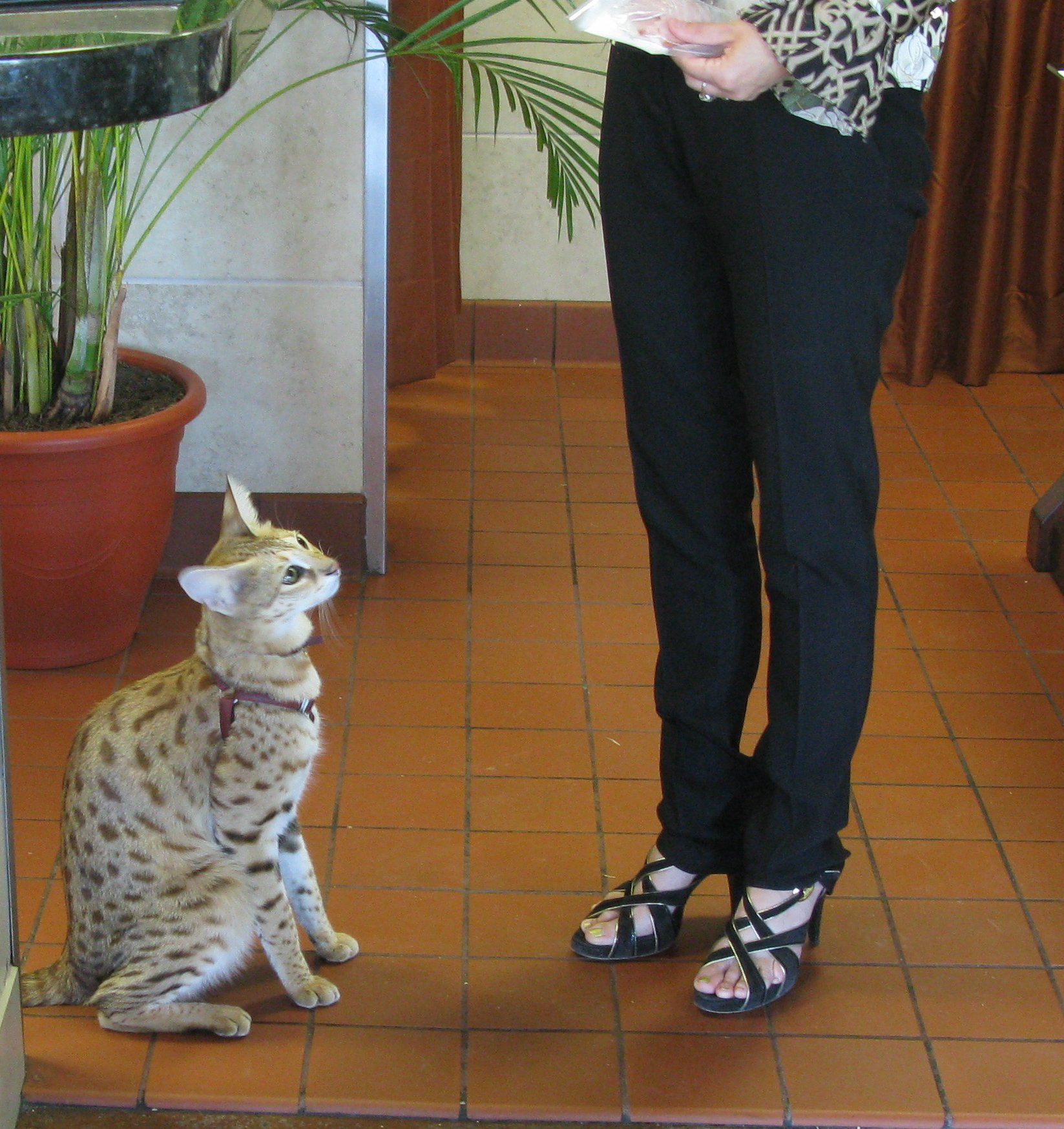
Scarlett’s Magic war mit einer Schulterhöhe von rund 45 cm eine Zeit lang die größte Hauskatze der Welt (gemäß Guinnessbuch der Rekorde)
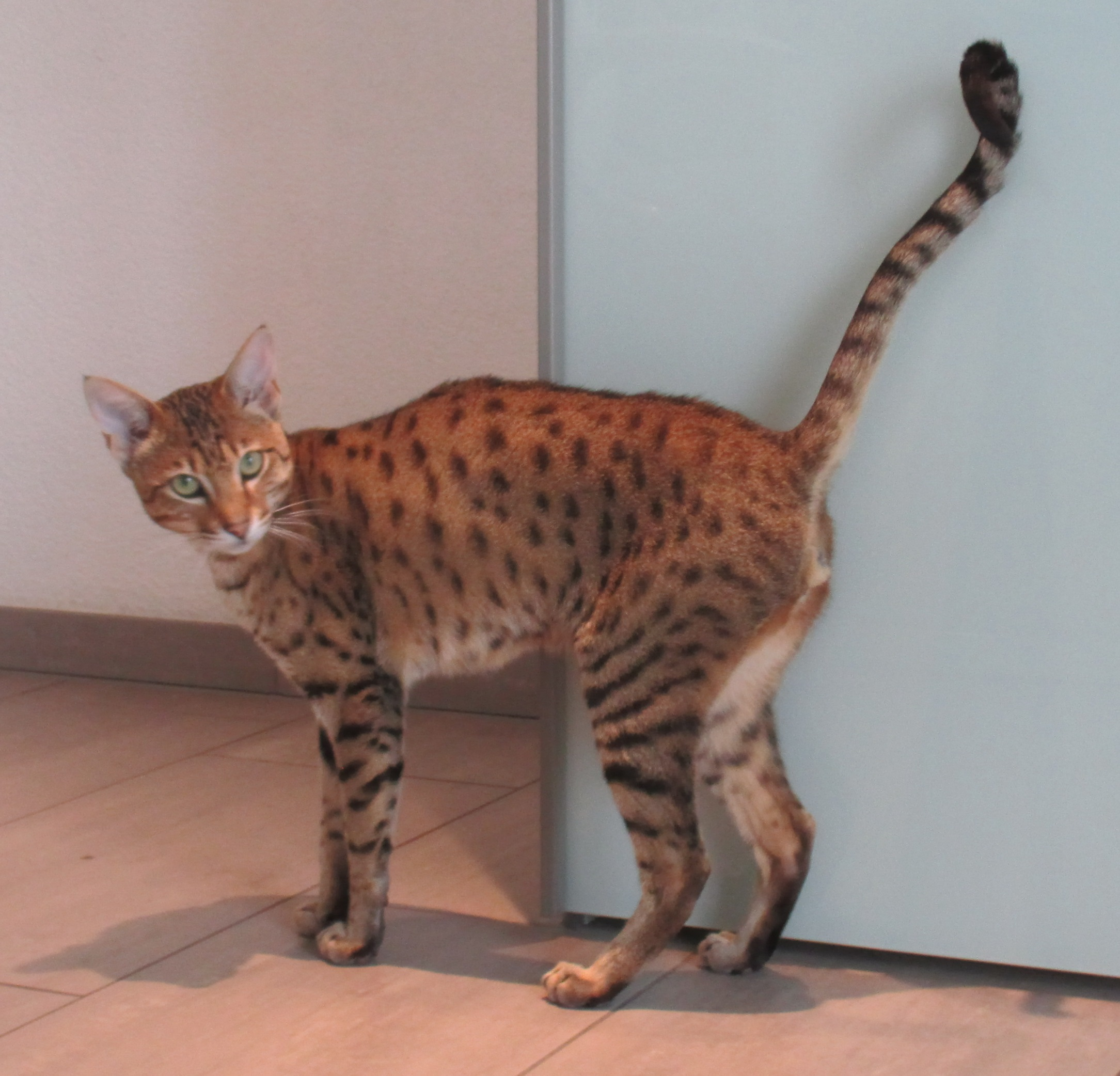
Savannah-F3-Kater (ein Jahr alt)
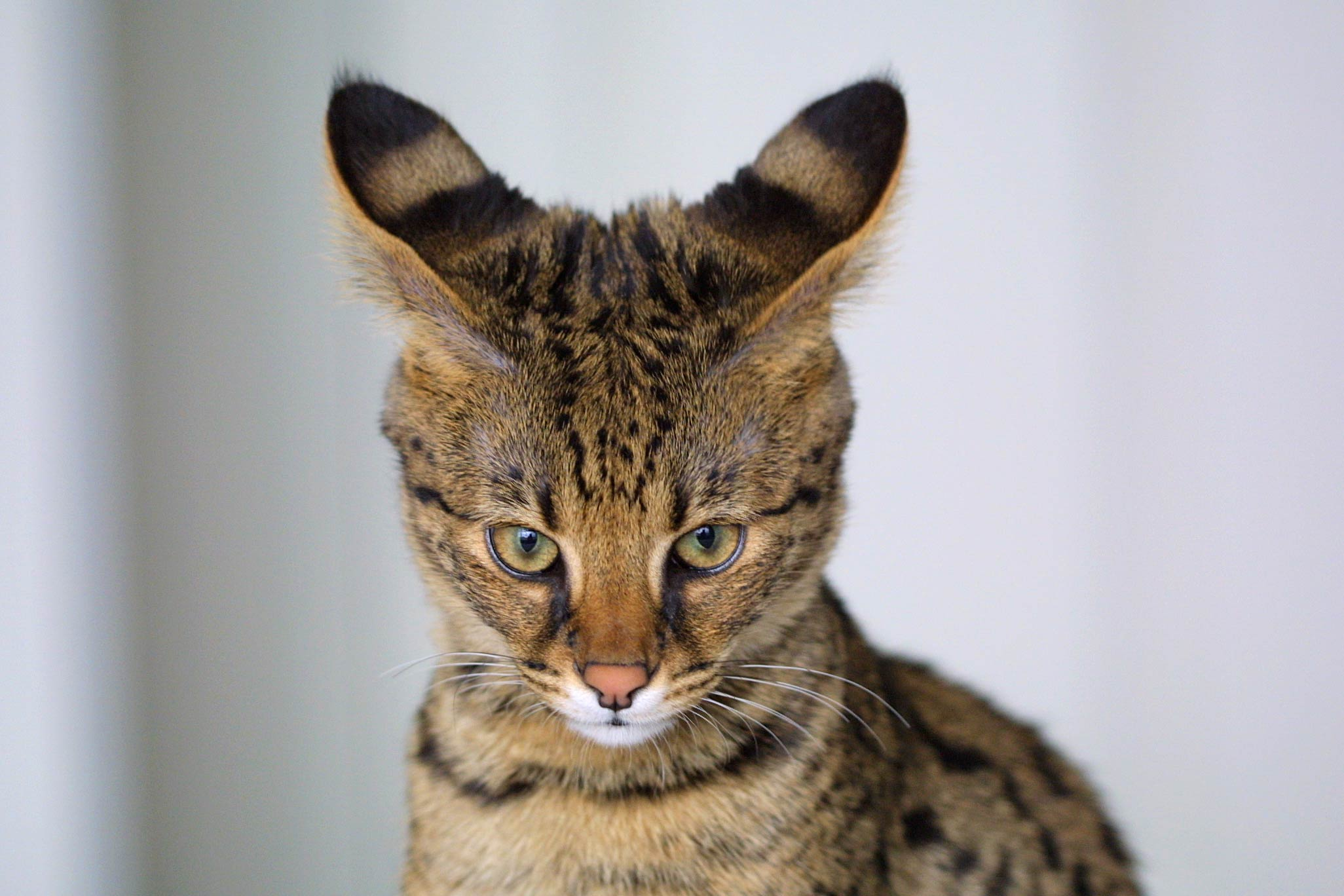
Savannah mit charakteristischen Streifen auf den Ohren
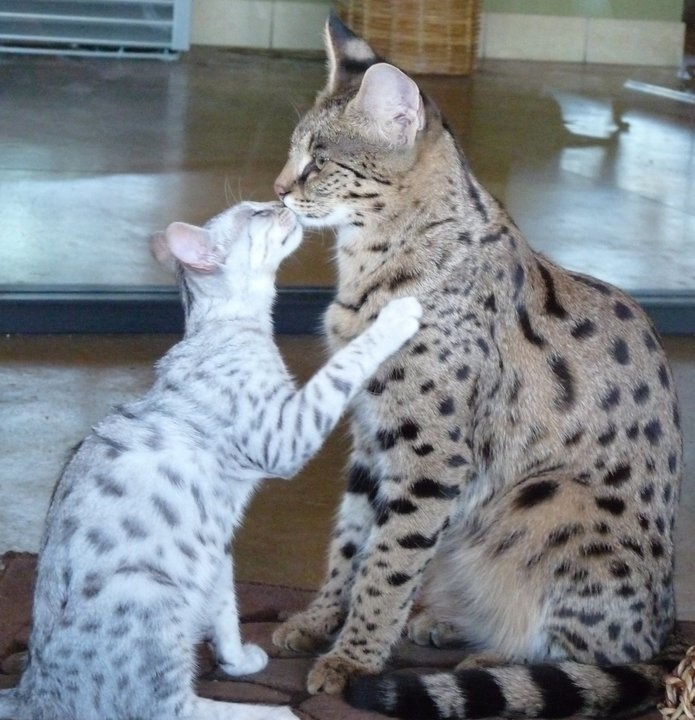
Zwei Savannahs
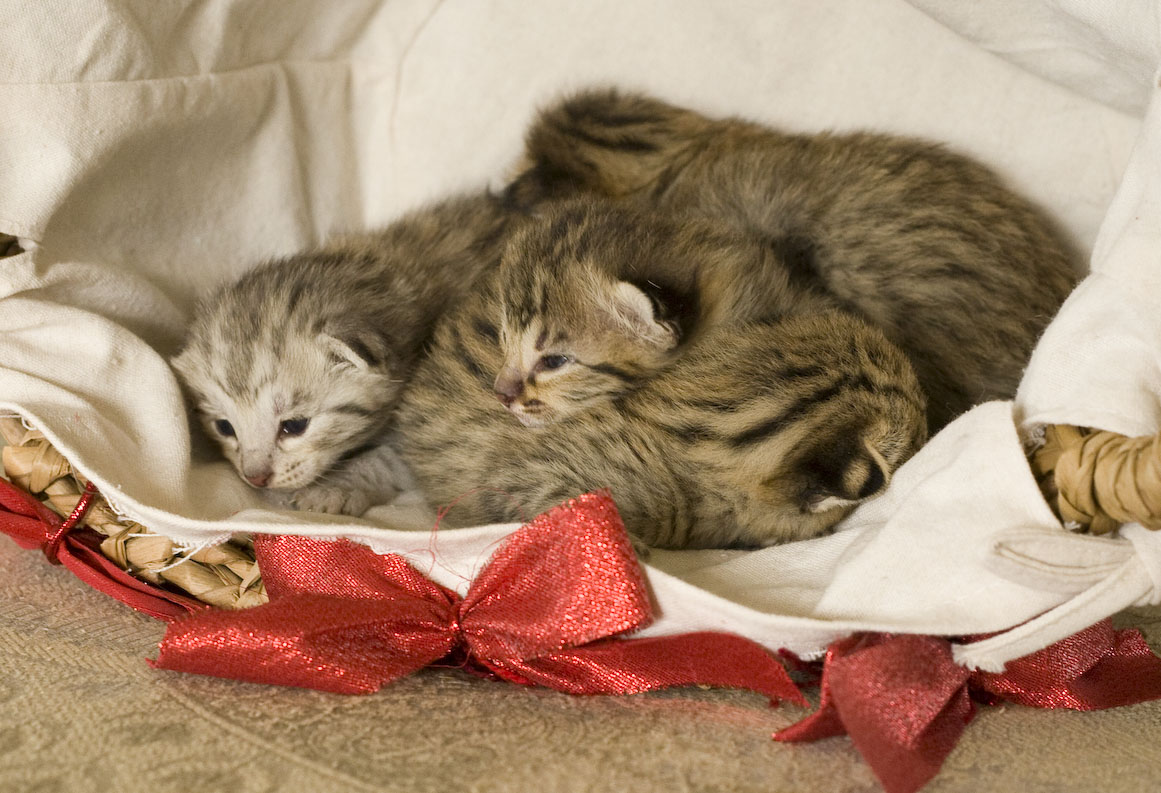
Savannah-Junge
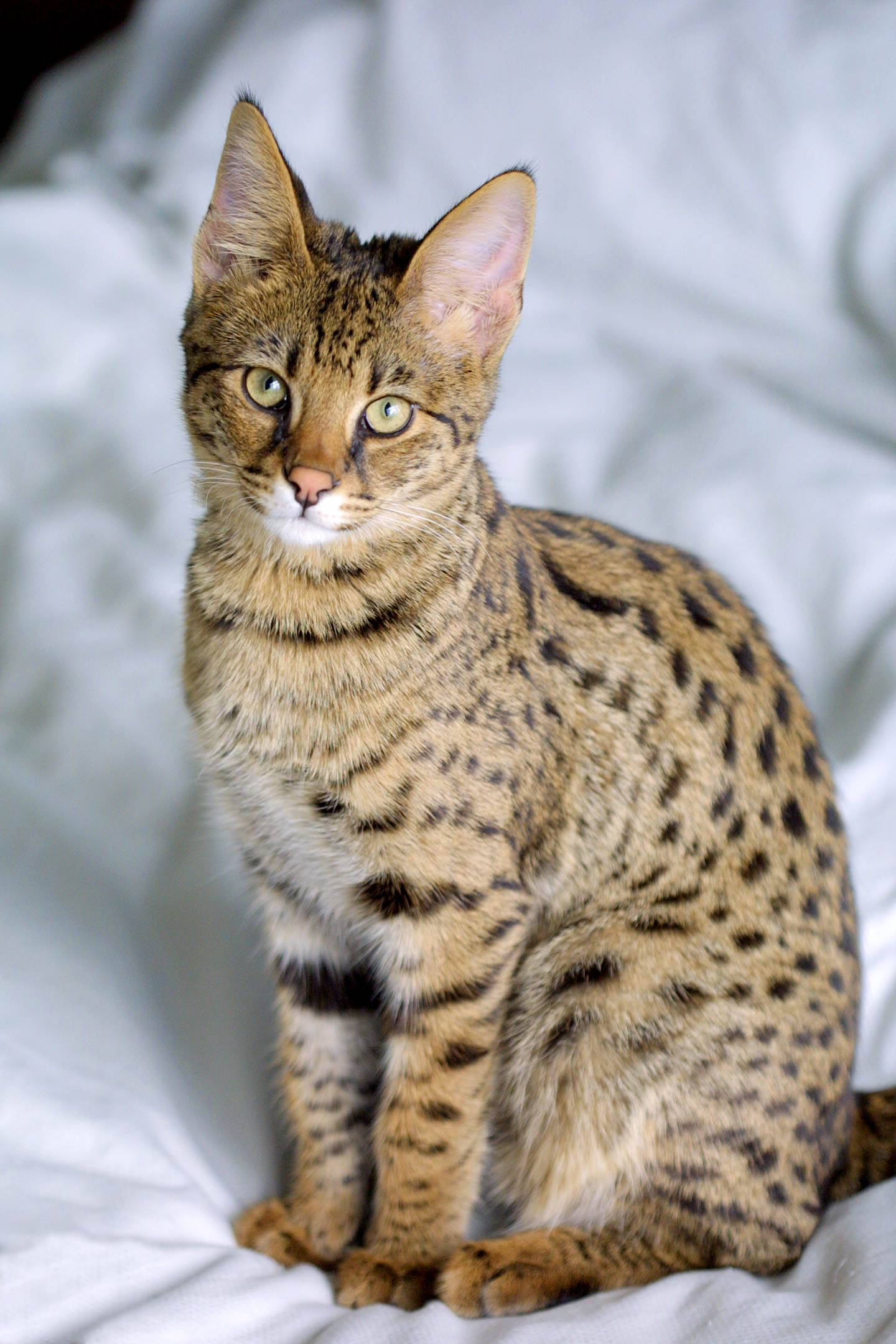
Savannah-Katze (vier Monate alt)
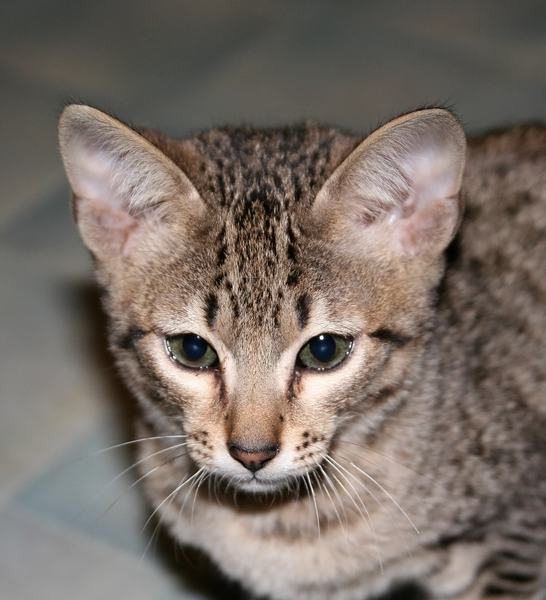
Savannah-Junges
Savannah-Kater (drei Monate alt)